# Hall of Fame Tennis Championships 2003 - Qualificazioni singolare
Le qualificazioni del singolare  dell'Hall of Fame Tennis Championships 2003 sono state un torneo di tennis preliminare per accedere alla fase finale della manifestazione. I vincitori dell'ultimo turno sono entrati di diritto nel tabellone principale. In caso di ritiro di uno o più giocatori aventi diritto a questi sono subentrati i lucky loser, ossia i giocatori che hanno perso nell'ultimo turno ma che avevano una classifica più alta rispetto agli altri partecipanti che avevano comunque perso nel turno finale.
Le qualificazioni del torneo Hall of Fame Tennis Championships 2003 prevedevano 32 partecipanti di cui 4 sono entrati nel tabellone principale.

## Teste di serie
1. Jeff Salzenstein (ultimo turno)
2. Yves Allegro (secondo turno)
3. Zack Fleishman (Qualificato)
4. Thomas Blake (secondo turno)

1. Dušan Vemić (Qualificato)
2. Adam Kennedy (ultimo turno)
3. Rajeev Ram (ultimo turno)
4. Ryan Russell (primo turno)

## Qualificati
1. Dušan Vemić
2. Thomas Shimada

1. Zack Fleishman
2. Dustin Brown

## Tabellone

### Legenda
| - Q = Qualificato - WC = Wild card - LL = Lucky loser | - ALT = Alternate - SE = Special Exempt - PR = Protected Ranking | - w/o = Walkover - r = Ritirato - d = Squalificato |

### Sezione 1
|  | Primo turno | Primo turno      | Primo turno      | Primo turno | Primo turno |  |  | Secondo turno | Secondo turno    | Secondo turno | Secondo turno | Secondo turno |   |   | Ultimo turno | Ultimo turno     | Ultimo turno | Ultimo turno | Ultimo turno |  |
|  |             |                  |                  |             |             |  |  |               |                  |               |               |               |   |   |              |                  |              |              |              |  |
|  | 1           | Jeff Salzenstein | Jeff Salzenstein | 6           | 6           |  |  |               |                  |               |               |               |   |   |              |                  |              |              |              |  |
|  |             | Luke Smith       | Luke Smith       | 3           | 0           |  |  | 1             | Jeff Salzenstein | 4             | 6             | 6             |   |   |              |                  |              |              |              |  |
|  | Keith From  | Keith From       | Keith From       | 6           | 7           |  |  |               | Keith From       | 6             | 3             | 1             |   |   |              |                  |              |              |              |  |
|  | Jay Gooding | Jay Gooding      | Jay Gooding      | 4           | 64          |  |  |               |                  |               |               |               |   |   | 1            | Jeff Salzenstein | 6            | 62           | 68           |  |
|  | Steve Berke | Steve Berke      | Steve Berke      | 6           | 6           |  |  |               |                  | 5             | Dušan Vemić   | 2             | 7 | 7 |              |                  |              |              |              |  |
|  | Ben Kronk   | Ben Kronk        | Ben Kronk        | 4           | 4           |  |  |               | Steve Berke      | Steve Berke   | 4             | 5             |   |   |              |                  |              |              |              |  |
|  | 5           | Dušan Vemić      | Dušan Vemić      | 6           | 7           |  |  | 5             | Dušan Vemić      | Dušan Vemić   | 6             | 7             |   |   |              |                  |              |              |              |  |
|  |             | Jason Hazley     | Jason Hazley     | 3           | 63          |  |  |               |                  |               |               |               |   |   |              |                  |              |              |              |  |

### Sezione 2
|  | Primo turno        | Primo turno        | Primo turno    | Primo turno | Primo turno |  |  | Secondo turno | Secondo turno  | Secondo turno  | Secondo turno | Secondo turno |   |   | Ultimo turno | Ultimo turno   | Ultimo turno   | Ultimo turno | Ultimo turno |  |
|  |                    |                    |                |             |             |  |  |               |                |                |               |               |   |   |              |                |                |              |              |  |
|  | 2                  | Yves Allegro       | Yves Allegro   | 6           | 7           |  |  |               |                |                |               |               |   |   |              |                |                |              |              |  |
|  |                    | Daniel Willman     | Daniel Willman | 3           | 5           |  |  | 2             | Yves Allegro   | Yves Allegro   | 68            | 5             |   |   |              |                |                |              |              |  |
|  | Thomas Shimada     | Thomas Shimada     | 64             | 6           | 6           |  |  |               | Thomas Shimada | Thomas Shimada | 7             | 7             |   |   |              |                |                |              |              |  |
|  | Travis Rettenmaier | Travis Rettenmaier | 7              | 4           | 4           |  |  |               |                |                |               |               |   |   |              | Thomas Shimada | Thomas Shimada | 6            | 6            |  |
|  | Bo Hodge           | Bo Hodge           | 1              | 6           | 6           |  |  |               |                | 7              | Rajeev Ram    | Rajeev Ram    | 1 | 4 |              |                |                |              |              |  |
|  | Mark Merklein      | Mark Merklein      | 6              | 3           | 2           |  |  |               | Bo Hodge       | 68             | 6             | 0             |   |   |              |                |                |              |              |  |
|  | 7                  | Rajeev Ram         | Rajeev Ram     | 6           | 6           |  |  | 7             | Rajeev Ram     | 7              | 2             | 6             |   |   |              |                |                |              |              |  |
|  |                    | Trent Aaron        | Trent Aaron    | 2           | 4           |  |  |               |                |                |               |               |   |   |              |                |                |              |              |  |

### Sezione 3
|  | Primo turno    | Primo turno    | Primo turno    | Primo turno | Primo turno |  |  | Secondo turno  | Secondo turno  | Secondo turno  | Secondo turno  | Secondo turno |   |   | Ultimo turno | Ultimo turno   | Ultimo turno | Ultimo turno | Ultimo turno |  |
|  |                |                |                |             |             |  |  |                |                |                |                |               |   |   |              |                |              |              |              |  |
|  | 3              | Zack Fleishman | Zack Fleishman | 6           | 6           |  |  |                |                |                |                |               |   |   |              |                |              |              |              |  |
|  |                | Sean Kenney    | Sean Kenney    | 0           | 4           |  |  | 3              | Zack Fleishman | Zack Fleishman | 6              | 6             |   |   |              |                |              |              |              |  |
|  | Nick Crowell   | Nick Crowell   | Nick Crowell   | 6           | 7           |  |  |                | Nick Crowell   | Nick Crowell   | 3              | 2             |   |   |              |                |              |              |              |  |
|  | K. J. Weiss    | K. J. Weiss    | K. J. Weiss    | 4           | 5           |  |  |                |                |                |                |               |   |   | 3            | Zack Fleishman | 6            | 3            | 6            |  |
|  | Trace Fielding | Trace Fielding | 6              | 6           | 6           |  |  |                |                |                | Andrew Colombo | 3             | 6 | 3 |              |                |              |              |              |  |
|  | Stephan Timu   | Stephan Timu   | 4              | 7           | 2           |  |  | Trace Fielding | Trace Fielding | 6              | 64             | 65            |   |   |              |                |              |              |              |  |
|  |                | Andrew Colombo | Andrew Colombo | 7           | 6           |  |  | Andrew Colombo | Andrew Colombo | 2              | 7              | 7             |   |   |              |                |              |              |              |  |
|  | 8              | Ryan Russell   | Ryan Russell   | 65          | 3           |  |  |                |                |                |                |               |   |   |              |                |              |              |              |  |

### Sezione 4
|  | Primo turno        | Primo turno        | Primo turno        | Primo turno | Primo turno |  |  | Secondo turno | Secondo turno      | Secondo turno      | Secondo turno | Secondo turno |   |   | Ultimo turno | Ultimo turno | Ultimo turno | Ultimo turno | Ultimo turno |  |
|  |                    |                    |                    |             |             |  |  |               |                    |                    |               |               |   |   |              |              |              |              |              |  |
|  | 4                  | Thomas Blake       | 5                  | 7           | 6           |  |  |               |                    |                    |               |               |   |   |              |              |              |              |              |  |
|  |                    | James Cerretani    | 7                  | 5           | 2           |  |  | 4             | Thomas Blake       | Thomas Blake       | 5             | 3             |   |   |              |              |              |              |              |  |
|  | Dustin Brown       | Dustin Brown       | Dustin Brown       | 6           | 6           |  |  |               | Dustin Brown       | Dustin Brown       | 7             | 6             |   |   |              |              |              |              |              |  |
|  | Anthony Bugge      | Anthony Bugge      | Anthony Bugge      | 3           | 4           |  |  |               |                    |                    |               |               |   |   |              | Dustin Brown | 3            | 6            | 6            |  |
|  | Juan-Ignacio Cerda | Juan-Ignacio Cerda | Juan-Ignacio Cerda | 6           | 6           |  |  |               |                    | 6                  | Adam Kennedy  | 6             | 4 | 4 |              |              |              |              |              |  |
|  | Ogidi Obi          | Ogidi Obi          | Ogidi Obi          | 4           | 1           |  |  |               | Juan-Ignacio Cerda | Juan-Ignacio Cerda | 65            | 3             |   |   |              |              |              |              |              |  |
|  | 6                  | Adam Kennedy       | Adam Kennedy       | 6           | 6           |  |  | 6             | Adam Kennedy       | Adam Kennedy       | 7             | 6             |   |   |              |              |              |              |              |  |
|  |                    | Niko Karagiannis   | Niko Karagiannis   | 4           | 4           |  |  |               |                    |                    |               |               |   |   |              |              |              |              |              |  |